# Tekko Taks
Tekko Taks is een Nederlandse stripreeks van Henk Kabos en James Ringrose. De verhalen zijn oorspronkelijk in de jaren na de Tweede Wereldoorlog gepubliceerd in de kranten De Nieuwe Nederlander (eerste reeks) en Trouw (tweede reeks).
Alle verhalen zijn later opnieuw gepubliceerd in Friese Koerier, resp. Leeuwarder Courant. Bovendien zijn vele verhalen gepubliceerd in Amigoe di Curaçao en enkele andere dagbladen. Ook het jeugdblad 't Kapoentje heeft verschillende verhalen gepubliceerd.

## Verhalen
Alle verhalen en afleveringen (afgezien van de voorlopers in totaal 2933) zijn genummerd. Bij verhaal 4 is de verhaalnummering opnieuw begonnen. De titels van veel verhalen variëren, zodat in deze lijst ook alternatieve titels worden vermeld. Mogelijk bestaan er nog meer titelvarianten.
- Voorloper: Tinus Taks rentenier. Minstens negen ongepubliceerde losse ballontekstafleveringen. In het onderstaande overzicht worden steeds de eerste woorden geciteerd:
  1. Tinus Taks rentenier (titelstrook)
  2. M’ hoed
  3. Ai, m’n neus!
  4. Nu voel ik me weer...
  5. Dat gebeurt me geen derde keer. Van deze aflevering bestaan twee versies. De plot van de tweede versie is gelijk, maar de tekst wijkt af.
  6. Die vervl... schil
  7. Dan maar zoo!
  8. Alle kluiven
  9. Ik heb wat vergeten?
- Eerste reeks, oorspronkelijk gepubliceerd in De Nieuwe Nederlander.

1. De lotgevallen van Tekko Taks (110 afl.)
2. Tekko Taks zet de klok terug (110 afl.)
3. Tekko Taks en de held van het legioen (110 afl.)

- Tweede reeks, oorspronkelijk gepubliceerd in Trouw

1. Tekko Taks op glad ijs (83 afl.)
2. Tekko Taks en de zoon van het Hemelse Rijk (ook: Tekko Taks bij de Chinezen) (88 afl.)
3. Tekko Taks en het wereldvoedselprobleem (ook: Tekko Taks bij de Lilliputters) (77 afl.)
4. Tekko Taks en het spookslot Ilpenrode (ook: Tekko Taks en de smokkelaars) (96 afl.)
5. Tekko Taks breekt het diepte-record (ook: Tekko Taks op recordjacht) (88 afl.)
6. Tekko Taks ontraadselt het Congo-mysterie (ook: Tekko Taks en het Kongo-raadsel) (88 afl.)
7. Tekko Taks en de tombe van Rammenas (88 afl.)
8. Tekko Taks en de wonderpitten (88 afl.)
9. Tekko Taks en de (kaart van) Mato Grosso I (88 afl.)
10. Tekko Taks en de (kaart van) Mato Grosso II (100 afl.)
11. Tekko Taks en het grote plan (90 afl.)
12. Tekko Taks en de goud-atol (ook: Tekko Taks en het goud-eiland) (96 afl.)
13. Tekko Taks en de 20 dagen (ook: Tekko Taks en de wereldrace) (96 afl.)
14. Tekko Taks gaat naar Apie Fauna (86 afl.)
15. Tekko Taks en de klimopmannetjes (70 afl.)
16. Tekko Taks waait met de wind mee (92 afl.)
17. Tekko Taks en de Vliegende Hollander (92 afl.)
18. Tekko Taks duikt in het verleden (96 afl.)
19. Tekko Taks en de nieuwe uitvinding (96 afl.)
20. Tekko Taks en de kereweers (ook: Tekko Taks en prof. Weetgier) (98 afl.)
21. Tekko Taks en de atoompantoffels (114 afl.)
22. Tekko Taks en de drie wensen (96 afl.)
23. Tekko Taks en het televisie-avontuur (96 afl.)
24. Tekko Taks en in een klein badplaatsje (ook: Tekko Taks in de kleine badplaats) (96 afl.)
25. Tekko Taks en de rode hond (ook: Tekko Taks in het verre Amerika) (96 afl.)
26. Tekko Taks (als handelaar) in Cacao (ook: Tekko Taks fabrikant in/fabriceert chocolade) (96 afl.)
27. Tekko Taks en de vogelverschrikker (ook: Tekko Taks en de vogelschrik) (96 afl.)
28. Tekko Taks wint de Grand-Prix (ook: Tekko Taks kreeg een renpaard) (117 afl.)

## Boekuitgaven
Er zijn verschillende reeksen van boeken verschenen, waarin slechts een klein deel van alle verhalen is opgenomen:
1. Dagblad De Nieuwe Nederlander heeft verhaal 1 van de eerste reeks uitgegeven in 1947.
2. Dagblad Trouw heeft verhaal 1, 2, 11 en 13 van de tweede reeks uitgegeven in 1948-1950.
3. Tijdschrift Stripschrift heeft in 1970 verhaal 3 van de tweede reeks uitgebracht als bijlage. Het tijdschrift bevat bovendien een interview met Henk Kabos, vergezeld van enkele niet eerder gepubliceerde tekeningen.
4. Uitgeverij De Lijn heeft de complete eerste reeks uitgebracht in drie boekjes (1982-1985).
5. Uitgeverij De Lijn heeft in het boekje Bibliotheek van het nederlands beeldverhaal (1984) de eerste vijf proefafleveringen opgenomen.